# Leiocephalidae
Leiocephalidae é uma família de répteis escamados pertencentes à subordem Sauria.
Esta família é representada apenas por um único género:Leiocephalus.

## Espécies
- Leiocephalus anonymous
- Leiocephalus apertosulcus
- Leiocephalus barahonensis
- Leiocephalus carinatus
- Leiocephalus cubensis
- Leiocephalus cuneus
- Leiocephalus endomychus
- Leiocephalus eremitus
- Leiocephalus etheridgei
- Leiocephalus greenwayi
- Leiocephalus herminieri
- Leiocephalus inaguae
- Leiocephalus jamaicensis
- Leiocephalus loxogrammus
- Leiocephalus lunatus
- Leiocephalus macropus
- Leiocephalus melanochlorus
- Leiocephalus onaneyi
- Leiocephalus personatus
- Leiocephalus pratensis
- Leiocephalus psammodromus
- Leiocephalus punctatus
- Leiocephalus raviceps
- Leiocephalus rhutidira
- Leiocephalus roquetus† (Bouchaton, Charles & Lenoble, 2021[1])
- Leiocephalus schreibersii
- Leiocephalus semilineatus
- Leiocephalus stictigaster
- Leiocephalus vinculum